# Station Garnes
Station Garnes is een spoorwegstation in Arna in de  gemeente Bergen in Noorwegen. Het station staat aan Vossebanen. Het werd in 1964 gesloten nadat de lijn naar Bergen door het gereedkomen van de Ulrikstunnel werd ingekort. 
Het stationsgebouw dateert uit 1919 en werd ontworpen door Gerhard Fischer. Garnes is het beginpunt van de museumlijn Gamle Vossebanen Het station wordt sinds 2002 beschermd als cultureel erfgoed.